# 1982년 일본 프로 야구 올스타전
1982년 일본 프로 야구 올스타전은 1982년 7월 24일과 7월 25일, 7월 27일에 열린 일본 프로 야구의 올스타전 경기이다.

## 개요
전년도 고라쿠엔 시리즈를 제패하여 8년 만에 일본 시리즈 정상에 오른 요미우리 자이언츠의 후지타 모토시 감독이 센트럴 리그 올스타팀을 지휘했고 퍼시픽 리그 우승을 이끈 닛폰햄 파이터스의 오사와 게이지 감독이 퍼시픽 리그 올스타팀의 지휘를 맡은 올스타전이다.
1차전에서는 그 해까지 12년 연속 도루왕으로 계속 군림해온 퍼시픽 올스타팀의 1번 후쿠모토 유타카(한큐)가 1회부터 안타를 때려내면서 4타수 4안타 1볼넷의 전 타석 출루한 공로로 MVP에 선정됐다. 계속되는 2차전에서 진기록이 나왔는데 센트럴 올스타팀이 5대 4로 1점을 리드한 채 맞이한 7회초에 사이토 아키오(다이요)가 등판했다. 1사 1루에서 가시와바라 준이치(닛폰햄)에게 동점타를 맞은 것으로 인해 사이토는 연장 11회까지 5이닝을 던지게 됐다(경기는 무승부로 끝남). 이것은 개인으로서의 올스타전 사상 최다 투구 이닝 기록이다. 3차전에서도 4회부터 2대 2의 동점으로 이어지자, 매일 밤의 연장도 생각되는 7회초에 센트럴 올스타팀이 1점을 따내며 역전에 성공, 그것을 사다오카 쇼지(요미우리), 야마모토 가즈유키(한신)가 끝까지 지키면서 센트럴 올스타팀이 승리했다. 또한 이 3차전에서는 7회 퍼시픽 올스타팀의 공격으로 무사 1, 2루 상황에서 오미야 다쓰오(닛폰햄)가 유격수 땅볼로 6-4-3으로 이어져 병살타가 됐지만 송구하는 사이에 시마다 마코토(닛폰햄)가 홈에 돌입을 시도했지만 터치 아웃되면서 올스타전 사상 최초의 삼중살이 성립됐다.
3경기제 올스타전이 1승 1무 1패로 끝난 것은 사상 최초이다(2013년에도 기록).

## 출장 선수
| 센트럴 리그 | 센트럴 리그       | 센트럴 리그 | 센트럴 리그 |
| ----------- | ----------------- | ----------- | ----------- |
| 감독        | 후지타 모토시     | 요미우리    |             |
| 코치        | 고바 다케시       | 히로시마    |             |
| 코치        | 안도 모토오       | 한신        |             |
| 투수        | 에가와 스구루     | 요미우리    | 3           |
| 투수        | 사다오카 쇼지     | 요미우리    | 첫 출장     |
| 투수        | 니시모토 다카시   | 요미우리    | 3           |
| 투수        | 기타벳푸 마나부   | 히로시마    | 4           |
| 투수        | 고바야시 시게루   | 한신        | 7           |
| 투수        | 야마모토 가즈유키 | 한신        | 4           |
| 투수        | 구도 가즈히코     | 한신        | 첫 출장     |
| 투수        | 오바나 다카오     | 야쿠르트    | 첫 출장     |
| 투수        | 미야코 유지로     | 주니치      | 첫 출장     |
| 투수        | 가쿠 겐지         | 주니치      | 첫 출장     |
| 투수        | 사이토 아키오     | 다이요      | 3           |
| 투수        | 오노 유타카▲      | 히로시마    | 2           |
| 포수        | 야마쿠라 가즈히로 | 요미우리    | 2           |
| 포수        | 와카나 요시하루   | 한신        | 5           |
| 포수        | 나카오 다카요시   | 주니치      | 첫 출장     |
| 1루수       | 나카하타 기요시   | 요미우리    | 2           |
| 2루수       | 시노즈카 도시오   | 요미우리    | 첫 출장     |
| 3루수       | 하라 다쓰노리     | 요미우리    | 2           |
| 유격수      | 마유미 아키노부   | 한신        | 4           |
| 내야수      | 기누가사 사치오   | 히로시마    | 8           |
| 내야수      | 오카다 아키노부   | 한신        | 3           |
| 내야수      | 가케후 마사유키   | 한신        | 7           |
| 내야수      | K. 마카           | 주니치      | 첫 출장     |
| 외야수      | 야마모토 고지     | 히로시마    | 10          |
| 외야수      | 마쓰모토 다다시   | 요미우리    | 2           |
| 외야수      | 야마모토 고지     | 요미우리    | 첫 출장     |
| 외야수      | 스기우라 도루     | 야쿠르트    | 2           |
| 외야수      | 다오 야스시       | 주니치      | 3           |
| 외야수      | 나가사키 게이지   | 다이요      | 첫 출장     |

| 퍼시픽 리그 | 퍼시픽 리그        | 퍼시픽 리그 | 퍼시픽 리그 |
| ----------- | ------------------ | ----------- | ----------- |
| 감독        | 오사와 게이지      | 닛폰햄      |             |
| 코치        | 우에다 도시하루    | 한큐        |             |
| 코치        | 야마모토 가즈요시  | 롯데        |             |
| 투수        | 에나쓰 유타카      | 닛폰햄      | 15          |
| 투수        | 구도 미키오        | 닛폰햄      | 첫 출장     |
| 투수        | 기다 이사무        | 닛폰햄      | 3           |
| 투수        | 야마다 히사시      | 한큐        | 11          |
| 투수        | 마쓰누마 마사유키  | 세이부      | 2           |
| 투수        | 스기모토 다다시    | 세이부      | 첫 출장     |
| 투수        | 히가시오 오사무    | 세이부      | 6           |
| 투수        | 야마우치 다카노리  | 난카이      | 첫 출장     |
| 투수        | 가네시로 모토야스  | 난카이      | 3           |
| 투수        | 무라타 다쓰미      | 긴테쓰      | 2           |
| 포수        | 나시다 마사타카    | 긴테쓰      | 4           |
| 포수        | 오미야 다쓰오      | 닛폰햄      | 2           |
| 포수        | 나카자와 신지      | 한큐        | 5           |
| 포수        | 오이시 도모요시▲   | 세이부      | 2           |
| 포수        | 하카마다 히데토시▲ | 롯데        | 첫 출장     |
| 1루수       | 가시와바라 준이치  | 닛폰햄      | 3           |
| 2루수       | 오치아이 히로미쓰  | 롯데        | 2           |
| 3루수       | 하다 고이치        | 긴테쓰      | 2           |
| 유격수      | 이시게 히로미치    | 세이부      | 2           |
| 내야수      | 가토 히데지        | 한큐        | 11          |
| 내야수      | 아리토 미치요      | 롯데        | 13          |
| 내야수      | 고노 다카유키      | 난카이      | 3           |
| 내야수      | 오이시 다이지로    | 긴테쓰      | 첫 출장     |
| 외야수      | 후쿠모토 유타카    | 한큐        | 12          |
| 외야수      | 히라노 미쓰야스    | 긴테쓰      | 4           |
| 외야수      | 시마다 마코토      | 닛폰햄      | 4           |
| 외야수      | T. 크루즈          | 닛폰햄      | 첫 출장     |
| 외야수      | 오타 다쿠지        | 세이부      | 2           |
| 외야수      | 가도타 히로미쓰    | 난카이      | 7           |
| 외야수      | 구리하시 시게루    | 긴테쓰      | 3           |

- 굵은 글씨는 팬 투표로 선출된 선수, ▲는 출장 사퇴 선수 발생에 의한 보충 선수.

## 올스타전 경기 결과

### 1차전

#### 스코어
| 팀 | 1 | 2 | 3 | 4 | 5 | 6 | 7 | 8 | 9 | R | H  | E |
| 센트럴 | 0 | 0 | 2 | 0 | 0 | 0 | 0 | 0 | 0 | 2 | 8  | 3 |
| 퍼시픽 | 3 | 0 | 1 | 0 | 1 | 1 | 0 | 1 | X | 7 | 11 | 0 |
| 승리 투수: 기다 이사무(닛폰햄) 패전 투수: 에가와 스구루(요미우리) 홈런: 퍼시픽 – 가시와바라 준이치(닛폰햄·1회 2점) |   |   |   |   |   |   |   |   |   |   |    |   |

#### 출장 선수
| 센트럴 | 센트럴 | 센트럴            |
| 타순   | 수비   | 선수              |
| ------ | ------ | ----------------- |
| 1      | (좌)   | 마쓰모토 다다시   |
| 2      | (유)   | 마유미 아키노부   |
| 3      | (三)   | 하라 다쓰노리     |
| 4      | (중)   | 야마모토 고지     |
| 5      | (一)   | K. 마카           |
| 6      | (二)   | 오카다 아키노부   |
| 7      | (우)   | 기누가사 사치오   |
| 8      | (포)   | 야마쿠라 가즈히로 |
| 9      | (투)   | 에가와 스구루     |

| 퍼시픽 | 퍼시픽 | 퍼시픽            |
| 타순   | 수비   | 선수              |
| ------ | ------ | ----------------- |
| 1      | (중)   | 후쿠모토 유타카   |
| 2      | (유)   | 이시게 히로미치   |
| 3      | (좌)   | 구리하시 시게루   |
| 4      | (二)   | 오치아이 히로미쓰 |
| 5      | (一)   | 가시와바라 준이치 |
| 6      | (우)   | T. 크루즈         |
| 7      | (三)   | 아리토 미치요     |
| 8      | (포)   | 오미야 다쓰오     |
| 9      | (투)   | 기다 이사무       |

#### 수상 선수
MVP
- 후쿠모토 유타카(한큐)

### 2차전

#### 스코어
| 팀 | 1 | 2 | 3 | 4 | 5 | 6 | 7 | 8 | 9 | 10 | 11 | R | H  | E |
| 센트럴 | 1 | 1 | 2 | 0 | 1 | 0 | 0 | 0 | 0 | 0  | 0  | 5 | 10 | 1 |
| 퍼시픽 | 0 | 0 | 3 | 0 | 0 | 1 | 1 | 0 | 0 | 0  | 0  | 5 | 14 | 0 |
| 승리 투수: 없음 패전 투수: 없음 홈런: 센트럴 – 야마모토 고지(히로시마·3회 1점) 퍼시픽 – 후쿠모토 유타카(한큐·3회 2점), 가시와바라 준이치(닛폰햄·6회 1점) |   |   |   |   |   |   |   |   |   |    |    |   |    |   |

#### 출장 선수
| 센트럴 | 센트럴 | 센트럴          |
| 타순   | 수비   | 선수            |
| ------ | ------ | --------------- |
| 1      | (좌)   | 마쓰모토 다다시 |
| 2      | (二)   | 시노즈카 도시오 |
| 3      | (一)   | 가케후 마사유키 |
| 4      | (중)   | 야마모토 고지   |
| 5      | (三)   | 하라 다쓰노리   |
| 6      | (우)   | 스기우라 도루   |
| 7      | (유)   | 마유미 아키노부 |
| 8      | (포)   | 나카오 다카요시 |
| 9      | (투)   | 오바나 다카오   |

| 퍼시픽 | 퍼시픽 | 퍼시픽            |
| 타순   | 수비   | 선수              |
| ------ | ------ | ----------------- |
| 1      | (중)   | 후쿠모토 유타카   |
| 2      | (유)   | 이시게 히로미치   |
| 3      | (좌)   | 구리하시 시게루   |
| 4      | (二)   | 오치아이 히로미쓰 |
| 5      | (一)   | 가시와바라 준이치 |
| 6      | (우)   | T. 크루즈         |
| 7      | (三)   | 하다 고이치       |
| 8      | (포)   | 나카자와 신지     |
| 9      | (투)   | 마쓰누마 마사유키 |

#### 수상 선수
MVP
- 가시와바라 준이치(닛폰햄)

### 3차전

#### 스코어
| 팀 | 1 | 2 | 3 | 4 | 5 | 6 | 7 | 8 | 9 | R | H | E |
| 센트럴 | 0 | 0 | 2 | 0 | 0 | 0 | 1 | 0 | 0 | 3 | 9 | 0 |
| 퍼시픽 | 0 | 0 | 1 | 1 | 0 | 0 | 0 | 0 | 0 | 2 | 8 | 0 |
| 승리 투수: 가쿠 겐지(주니치) 패전 투수: 구도 미키오(닛폰햄) 세이브: 야마모토 가즈유키(한신) 홈런: 센트럴 – 가케후 마사유키(한신·3회 2점) |   |   |   |   |   |   |   |   |   |   |   |   |

#### 출장 선수
| 센트럴 | 센트럴 | 센트럴          |
| 타순   | 수비   | 선수            |
| ------ | ------ | --------------- |
| 1      | (좌)   | 마쓰모토 다다시 |
| 2      | (유)   | 마유미 아키노부 |
| 3      | (一)   | 가케후 마사유키 |
| 4      | (중)   | 야마모토 고지   |
| 5      | (三)   | 하라 다쓰노리   |
| 6      | (우)   | 스기우라 도루   |
| 7      | (二)   | 오카다 아키노부 |
| 8      | (포)   | 와카나 요시하루 |
| 9      | (투)   | 구도 가즈히코   |

| 퍼시픽 | 퍼시픽 | 퍼시픽            |
| 타순   | 수비   | 선수              |
| ------ | ------ | ----------------- |
| 1      | (중)   | 후쿠모토 유타카   |
| 2      | (좌)   | 구리하시 시게루   |
| 3      | (一)   | 가토 히데지       |
| 4      | (二)   | 오치아이 히로미쓰 |
| 5      | (三)   | 가시와바라 준이치 |
| 6      | (우)   | 가도타 히로미쓰   |
| 7      | (유)   | 고노 다카유키     |
| 8      | (포)   | 하카마다 히데토시 |
| 9      | (투)   | 야마우치 다카노리 |

#### 수상 선수
MVP
- 가케후 마사유키(한신)

## 같이 보기
- 일본 야구 기구
- 일본 프로 야구 올스타전